# Catherine Bell (actrice)
Pour les articles homonymes, voir Bell et Catherine Bell.
Catherine Bell, née le 14 août 1968 à Londres, (Angleterre, Royaume-Uni), est une actrice et productrice britannico-irano-américaine.
Elle se fait connaître par le rôle du major / lieutenant-colonel Sarah « Mac » Mackenzie dans la série judiciaire JAG (1996-2005).
Elle confirme sa percée sur le petit écran par le rôle de Denise Sherwood dans la série dramatique American Wives (2007-2013) et celui de Cassie Nightingale dans la série fantastique Soupçon de magie (2015-2021).

## Biographie

### Jeunesse et formation
Catherine Lisa Bell est la fille d'un père britannique d'origine écossaise et d'une mère iranienne. Lorsque ses parents ont divorcé alors qu'elle avait trois ans, elle est partie avec sa mère s'installer à Los Angeles. Elle parle le persan
Elle a été naturalisée américaine à l'âge de douze ans. Durant son enfance, elle a joué dans de nombreuses publicités.
Elle a fréquenté l’Université de Californie à Los Angeles dans le but de faire de la biologie ou de devenir médecin mais elle a abandonné ses études pour devenir mannequin pour l'argent. Ce métier ne l'a jamais intéressée.

### Carrière

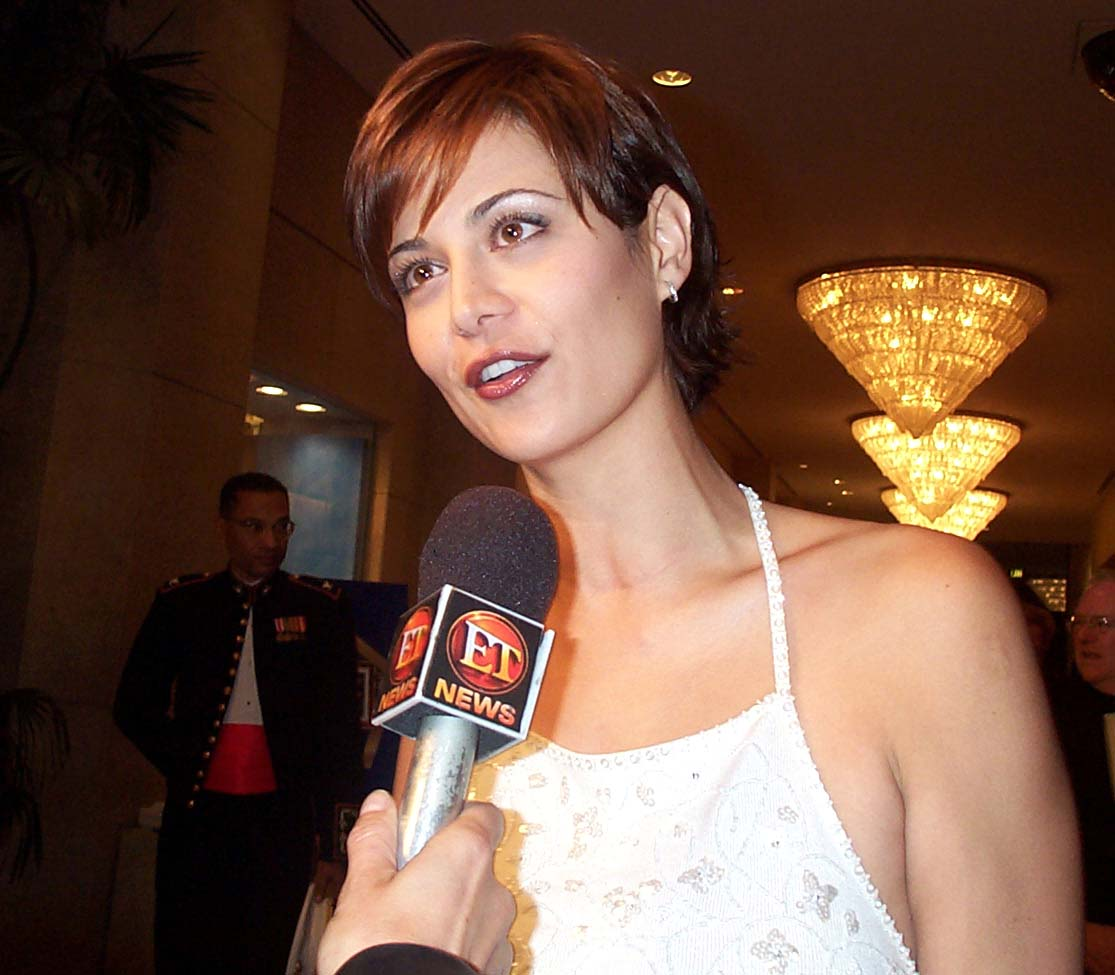
Catherine Bell en novembre 2000.

Catherine Bell a commencé le théâtre au Beverly Hills Playhouse, coachée par le réalisateur américain, Milton Katselas.
En 1990, elle a participé au jeu télévisé To Tell the Truth (en), pendant lequel elle a avoué être masseuse indépendante. La même année, elle joua son premier rôle dans la sitcom Sugar and Spice.
Dans sa première apparition au cinéma, en 1992, elle était la doublure d'Isabella Rossellini dans La mort vous va si bien.
De 1995 à 2005, elle tient un rôle récurrent dans la série JAG.
Elle a joué un rôle secondaire dans Bruce tout puissant (2003) et dans sa suite Evan tout-puissant (2007). Elle a également fait partie de la distribution principale de la mini-série télévisée Triangle : le mystère des Bermudes (The Triangle) (2005).
De 2007 à 2013, elle incarna le personnage de Denise Sherwood dans la série American Wives. C'est la dernière actrice principale présente depuis le début à faire partie de la série.
Elle joue également de 2008 à 2021, le rôle de Cassandra « Cassie » Nightingale dans la série de téléfilms The Good Witch. Parallèlement, en 2013, l'actrice obtient le rôle récurrent de Joan Dillinger dans la nouvelle série, King and Maxwell mais au bout d'une saison, la série est annulée. Face aux succès des téléfilms Good Witch la chaîne Hallmark Channel a décidé de commander une saison de 10 épisodes pour l'année 2015. Le premier épisode a été diffusé le 28 février 2015 avec plus de 2,905 millions de téléspectateurs.En 2021, la  septième et dernière saison de la série est diffusée.

### Vie privée

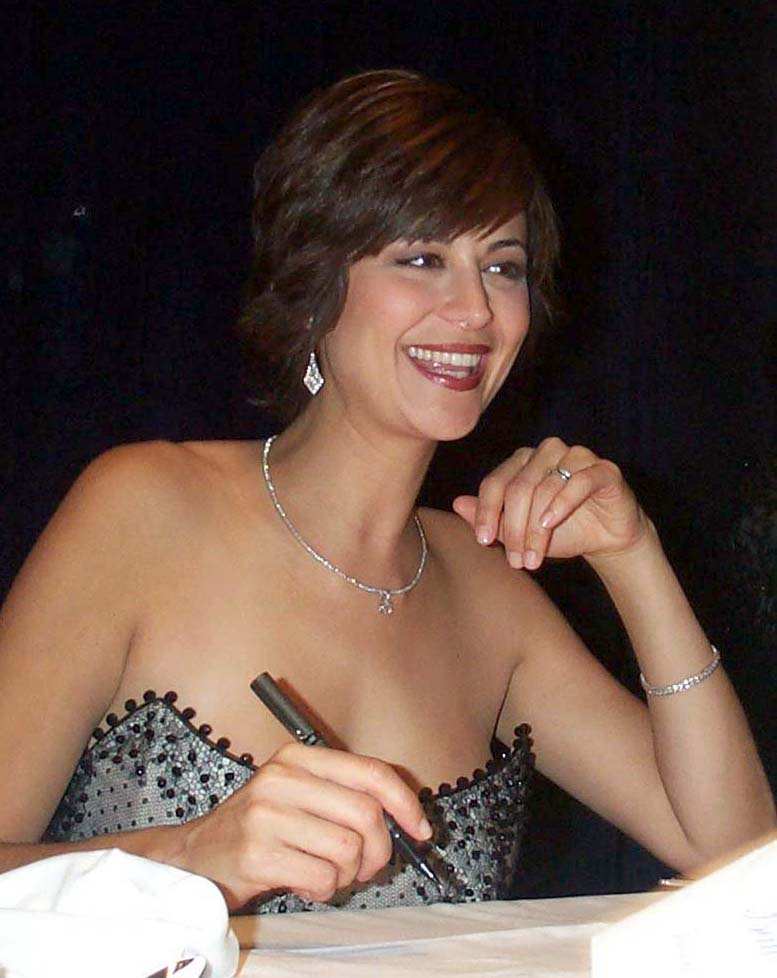
En 2001, lors d'une séance d'autographes.

Catherine Bell est une grande fan de moto, de ski, de snowboard et de kickboxing. Elle en a d'ailleurs pratiqué pendant plus de 10 ans. Elle s’adonne aussi au point de croix et pratique le modélisme automobile depuis ses 8 ans.
En 1994, elle rencontre Adam Beason lors du tournage de La mort vous va si bien. Le 8 mai 1994, ils se marient. Ils sont les parents d'une fille, Gemma (née le 16 avril 2003), et d'un fils, Ronan (né le 21 août 2010). En octobre 2011, ils divorcent à l'amiable pour le bien de leurs enfants et ont décidé de poursuivre leur collaboration au sein de la société de production qu'ils ont montée.
Depuis 2012, Bell fréquente une photographe, Brooke Daniells, connue dans le monde du show biz ; cependant, Catherine Bell reste très discrète sur sa vie privée.
A 21 ans, elle a été atteinte d'un cancer de la thyroïde. Depuis elle apporte son soutien à divers organismes caritatifs et aux hôpitaux pour enfants.
Elle est membre de la Scientologie mais serait persona non grata depuis sa relation avec Brooke Daniells.

## Filmographie

### Cinéma
- 1992 : La mort vous va si bien de Robert Zemeckis : body double d'Isabella Rossellini
- 1994 : L'Homme de guerre (Men of War) de Perry Lang : Grace Lashield
- 1997 : Nuclear Alert (Crash Dive) de Andrew Stevens : Lisa Stark (Vidéofilm)
- 1998 : Black Thunder, mission air force (Black Thunder) de Rick Jacobson : Lisa
- 2003 : Bruce tout-puissant (Bruce Almighty) de Tom Shadyac : Susan Ortega
- 2006 : Evan tout-puissant (Evan Almighty) de Tom Shadyac : Susan Ortega
- 2015 : The Bandit Hound de Michelle Danner : Joanne
- 2016 : The Do-Over de Steven Brill : Dawn

### Télévision

#### Séries télévisées
- 1991 : True Colors : Donna (1 épisode)
- 1994 : Dream On : Kay Meadows (Saison 5, épisode 9)
- 1995 : Vanishing Son : Rachel / Kelly (2 épisodes)
- 1995 : Friends : Robin (Saison 2, épisode 6, Celui qui a oublié un bébé dans le bus)
- 1996 : Hot Line : Cat (1 épisode)
- 1997 : Hercule : Cynea (Saison 3, épisode 10)
- 1995-2005 : JAG : Diane Chank (saison 1, épisode 22) puis major / Lieutenant-Colonel Sarah « Mac » Mackenzie (Saisons 2 à 10 - 205 épisodes)
- 2003 : Meurtres en sommeil : Sam James (1 épisode)
- 2005 : Triangle : le mystère des Bermudes (The Triangle) : Emily Patterson (Mini-série)
- 2006 : Threshold : Premier Contact (Threshold) : Daphne Larson (Saison 1, épisode 11)
- 2006 : New York, unité spéciale (Law & Order: Special Victims Unit) : Naomi Cheales (Saison 8, épisode 9)
- 2006 : Company Town : Maggie Shaunessy (Pilote)
- 2007-2013 : American Wives (Army Wives) : Denise Sherwood (113 épisodes)
- 2013 : King and Maxwell : Joan Dillinger (2 épisodes)
- 2015 - 2021 :  Soupçon de magie : Cassandra "Cassie" Nightingale (également productrice) (7 saisons)
- 2019 : NCIS : Los Angeles : Lieutenant-Colonel Sarah « Mac » Mackenzie (saison 10, épisode 24 - Saison 11, épisode 1 et 22)

#### Téléfilms
- 1993 : Mother of the Bride de Charles Correll : Chastity
- 1995 : Alien Nation: Body and Soul de Kenneth Johnson : Cop
- 1998 : Un taxi pour le Canada (Cab to Canada) de Christopher Leitch : Sandy
- 1999 : Chasseurs de frissons (The Time Shifters) de Mario Azzopardi : Elizabeth Wintern
- 2006 : Company Town de Thomas Carter : Maggie Shaunessy
- 2006 : Mémoire du passé (Still Small Voices) de Mario Azzopardi : Michael Summer
- 2008-2014 : The Good Witch de Craig Pryce : Cassandra « Cassie » Nightingale (série de sept téléfilms, également productrice)
- 2011 : Celui qui reste (Last Man Standing) de Ernest R. Dickerson : Abby Collins (également productrice)
- 2011 : Le Visage d'un prédateur (Good Morning Killer) de Maggie Greenwald : Ana Grey
- 2017 : Un Noël Émouvant (Home For Christmas Day) de Gary Harvey : Jane McKendrick (également productrice)
- 2017 : La Tour De Feu (High Rise Rescue) de Robert Vaughn : Beth Davis (également productrice)
- 2017 : Organiser le Noël parfait de Martin Wood : Lydia (également productrice)
- 2018 : Coup de foudre sous les tropiques (A Summer to Remember) de Martin Wood : Jessica Tucker (également productrice)
- 2020 : Retrouve moi pour Noël (Meet Me at Christmas) de Annie Bradley : Joan
- 2023 : Trois Noëls à la maison (Christmas on Cherry Lane) de Gail Harvey : Régina

## Distinctions
Sauf indication contraire ou complémentaire, les informations mentionnées dans cette section proviennent de la base de données IMDb.
- 32e cérémonie des Saturn Awards 2006 : nomination meilleure actrice de télévision dans un second rôle pour Triangle